# رافاق
رافاق هو اسم مستوطنة في رأس الخيمة في دولة الإمارات العربية المتحدة، في وادي القور. وقد زارها حاكم دبي محمد بن راشد آل مكتوم عام 2008 ضمن جولة قام بها في المجتمعات الجبلية النائية.
تقع رافاق، في المنطقة الجنوبية من رأس الخيمة، في بيئة جبلية استراتيجية، على طريق رئيسي يربط بين المناطق الداخلية لدولة الإمارات العربية المتحدة وساحل الباطنة في سلطنة عمان. وتحدها من الغرب قريتي الحويلات وفشغة ومن الشرق قرية النصلة. تعود تسمية رافاق بهذه الاسم إلى أهلها حيث سابقاً كانوا يرافقون القادمين من المركزين الإداريين في المنيعي والحويلات إلى منطقة الباطنة بعُمان. ومتهن أهالي قرية رافاق في السابق والحاضر تربية المواشي والزراعة، منها الدخن والذرة والغليون، بلإضافة إلى صيدهم في السابق الطيور وبعض الثدييات مثل الغزلان والوعول. كما كان النخل في السابق مصدر مهم لغذائهم وبناء منازلهم به.
كما إنها موقع لحصون تعود إلى العصر الحديدي